# سیارک ۶۶۹۰
سیارک ۶۶۹۰ (به انگلیسی: 6690 Messick، نامگذاری:1981SY1) شش هزار و ششصد و نودمین سیارک کشف شده‌است که در ۲۵ سپتامبر ۱۹۸۱ کشف شد.
قدر مطلق سیارک برابر ۱۳٫۳۰ است.